# 盧押道
盧押道（英語：Luard Road）是在香港港島灣仔的一條行車街道，全長280米。 盧押道在灣仔政府大樓及告士打道以南，皇后大道東及莊士敦道以北，修頓球場，循道衛理香港堂及分域街以東。盧押道沿途經過謝斐道、駱克道及軒尼詩道，它們都是早期填海區，所以不是山坡路。
盧押道以香港殖民地時期軍隊指揮官盧押命名。而有些人會將此道路和位於香港島太平山頂的盧吉道混淆，後者才是紀念香港總督盧吉的道路。
盧押道内有名的食店是在盧押道3號，於1966年開業的老牌西餐廳，名為波士頓餐廳。
最近的港鐵站是在港鐵港島綫灣仔站B1出入口，在修頓球場以西，香港家庭計劃指導會附近。